# Conthil
Conthil est une commune française située dans le département de la Moselle en région Grand Est.

## Géographie

### Localisation
Conthils est un village lorrain du Saulnois situé à 45 km de Metz, 51 km de Nancy et à 17 km de Château-Salins.
Il se trouve dans l'aire d'attraction de Morhange ainsi que dans son bassin de vie, et dans la zone d'emploi de Saint-Avold.

### Communes limitrophes
Les communes limitrophes sont  Château-Voué, Morhange, Racrange, Riche, Rodalbe, Sotzeling, Wuisse et Zarbeling.
| Morhange  | Racrange | Rodalbe   |
| Riche     | Conthil  | Zarbeling |
| Sotzeling | Wuisse   |           |

### Géologie et relief
La superficie de la commune est de 9,31 km2 ; son altitude varie de 219  à   320 mètres.

### Hydrographie

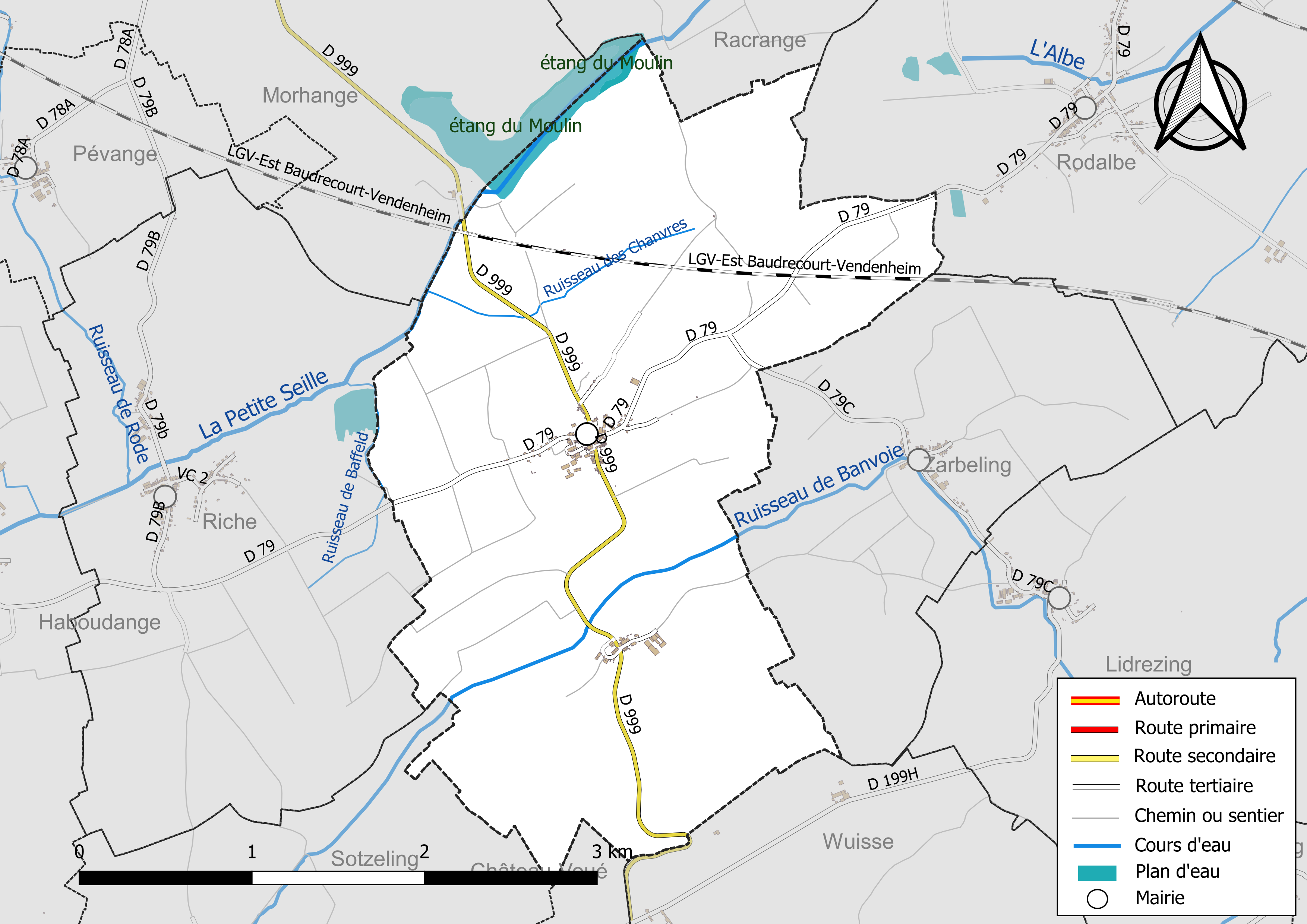
Réseaux hydrographique et routier de Conthil.

La commune est située dans le bassin versant du Rhin au sein du bassin Rhin-Meuse. Elle est drainée par la Petite Seille, le ruisseau de Banvoie, le ruisseau de Baffeld et le ruisseau des Chanvres.
La Petite Seille, d'une longueur totale de 25,5 km, prend sa source dans la commune de Racrange et se jette  dans la Seille à Salonnes, après avoir traversé 15 communes.
Le ruisseau de Banvoie, d'une longueur totale de 10 km, prend sa source dans la commune de Lidrezing et se jette  dans le ruisseau de la Flotte à Château-Voué, après avoir traversé cinq communes.
La qualité des eaux des principaux cours d’eau de la commune, notamment de la Petite Seille et du ruisseau de Banvoie, peut être consultée sur un site spécial géré par les agences de l’eau et l’Agence française pour la biodiversité.

### Climat
Pour des articles plus généraux, voir Climat du Grand Est et Climat de la Moselle.
En 2010, le climat de la commune est de type climat des marges montargnardes, selon une étude du Centre national de la recherche scientifique s'appuyant sur une série de données couvrant la période 1971-2000. En 2020, Météo-France publie une typologie des climats de la France métropolitaine dans laquelle la commune est exposée à un climat semi-continental et est dans la région climatique Lorraine, plateau de Langres, Morvan, caractérisée par un hiver rude (1,5 °C), des vents modérés et des brouillards fréquents en automne et hiver.
Pour la période 1971-2000, la température annuelle moyenne est de 9,8 °C, avec une amplitude thermique annuelle de 17,1 °C. Le cumul annuel moyen de précipitations est de 839 mm, avec 12,1 jours de précipitations en janvier et 9,5 jours en juillet. Pour la période 1991-2020, la température moyenne annuelle observée sur la station météorologique de Météo-France la plus proche, « Rodalbe », sur la commune de Rodalbe à 3 km à vol d'oiseau, est de 10,6 °C et le cumul annuel moyen de précipitations est de 737,2 mm. 
La température maximale relevée sur cette station est de 38,7 °C, atteinte le 24 juillet 2019 ; la température minimale est de −18,1 °C, atteinte le 26 décembre 2010,,.
Les paramètres climatiques de la commune ont été estimés pour le milieu du siècle (2041-2070) selon différents scénarios d'émission de gaz à effet de serre à partir des nouvelles projections climatiques de référence DRIAS-2020. Ils sont consultables sur un site spécial publié par Météo-France en novembre 2022.

## Urbanisme

### Typologie
Au 1er janvier 2024, Conthil est catégorisée commune rurale à habitat dispersé, selon la nouvelle grille communale de densité à sept niveaux définie par l'Insee en 2022.
Elle est située hors unité urbaine. Par ailleurs la commune fait partie de l'aire d'attraction de Morhange, dont elle est une commune de la couronne,. Cette aire, qui regroupe 22 communes, est catégorisée dans les aires de moins de 50 000 habitants,.

### Occupation des sols

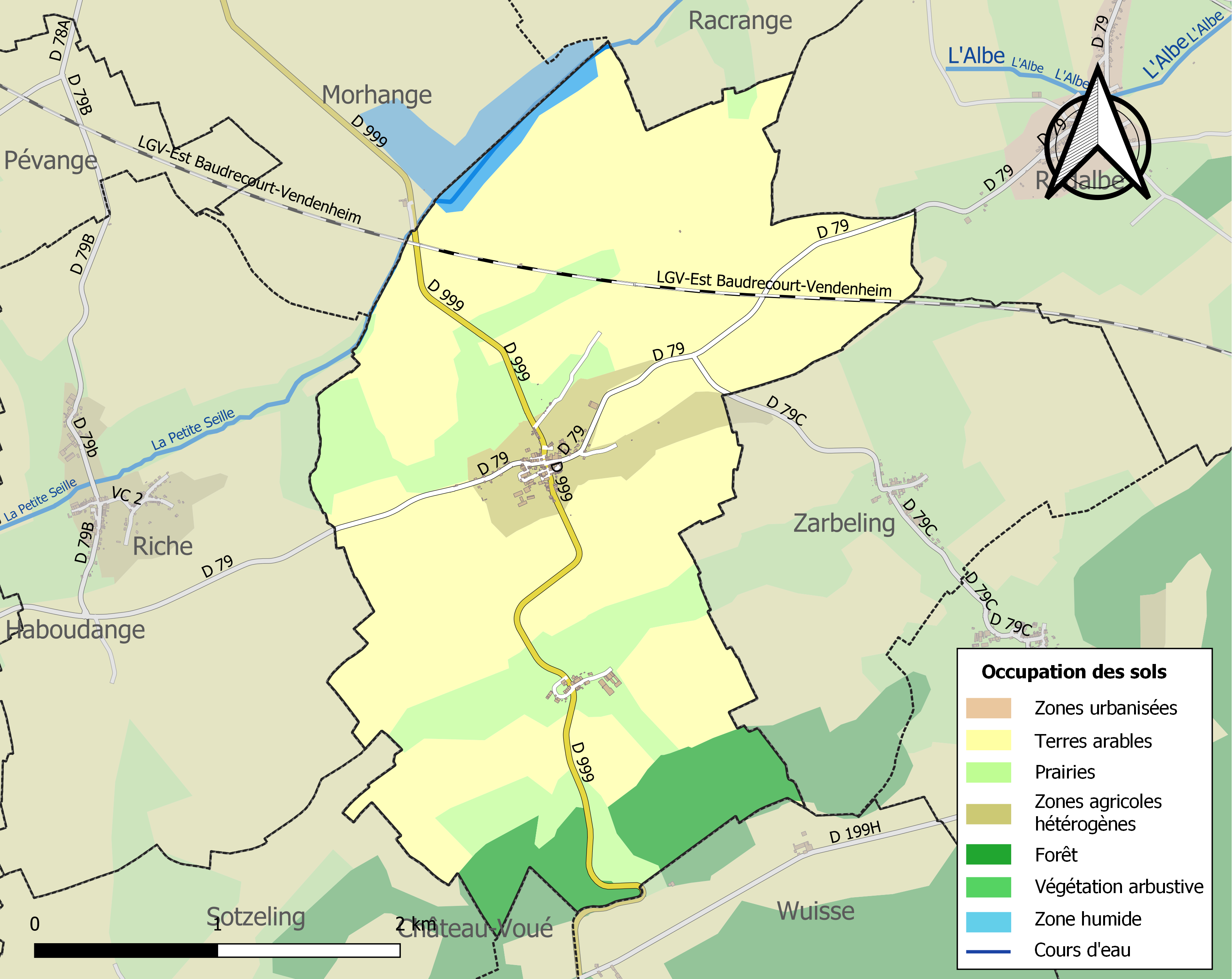
Carte des infrastructures et de l'occupation des sols de la commune en 2018 (CLC).

L'occupation des sols de la commune, telle qu'elle ressort de la base de données européenne d’occupation biophysique des sols Corine Land Cover (CLC), est marquée par l'importance des territoires agricoles (91,1 % en 2018), en augmentation par rapport à 1990 (86,7 %).
La répartition détaillée en 2018 est la suivante : 
terres arables (67,4 %), prairies (17,9 %), forêts (7,8 %), zones agricoles hétérogènes (5,7 %), eaux continentales (1,1 %).
L'évolution de l’occupation des sols de la commune et de ses infrastructures peut être observée sur les différentes représentations cartographiques du territoire : la carte de Cassini (XVIIIe siècle), la carte d'état-major (1820-1866) et les cartes ou photos aériennes de l'IGN pour la période actuelle (1950 à aujourd'hui).

### Lieux-dits, hameaux et écarts
La commune comprend le hameau de Lidrequin, qui était une commune jusqu'en 1960.

### Habitat et logement
En 2021, le nombre total de logements dans la commune était de 81, alors qu'il était de 76 en 2016 et de 74 en 2011.
Parmi ces logements, 84,8 % étaient des résidences principales et 15,2 % des logements vacants. Ces logements étaient pour 97,6 % d'entre eux des maisons individuelles et pour 2,4 % des appartements.
Le tableau ci-dessous présente la typologie des logements à Conthil en 2021 en comparaison avec celle de la Moselle et de la France entière. Une caractéristique marquante du parc de logements est ainsi l'absence de résidences secondaires et logements occasionnels, à comparer avec la proportion départementale (2,3 %) et nationale (9,7 %).
| Typologie                                               | Conthil | Moselle | France entière |
| ------------------------------------------------------- | ------- | ------- | -------------- |
| Résidences principales (en %)                           | 84,8    | 88,6    | 82,2           |
| Résidences secondaires et logements occasionnels (en %) | 0       | 2,3     | 9,7            |
| Logements vacants (en %)                                | 15,2    | 9,1     | 8,1            |

### Voies de communication et transports
La commune est desservie par l'ancienne route nationale 399 (actuelle RD 999) reliant Metz à Maizières-lès-Vic. La municipalité a décidé de soumettre à la zone 30 les rues du village.
La LGV Est européenne traverse le nord du territoire communal.

## Toponymie
- Conthil : Conthill et Conthil (XVIe siècle), Contille (1606), Couthil (1793), Kontich (1941-1944).
- Lidrequin : Lindrequin et Linderking[16], Lidrequin (1793), Lidrekin (1801), Linderchen (1871-1918), Lindringen (1941-1944).

## Histoire

### Antiquité
Avant la création de la Ligne à Grande Vitesse Est européenne, lors d'un survol de la zone en question, des ruines sont apparues à fleur de sol. Des fouilles archéologiques ont alors été effectuées en 2009. Une importante villa ayant été occupée du Ier au IVe siècle après J.-C. a été découverte. La fouille a également révélé vingt et une monnaies dont l'état d'usure indique approximativement la période de circulation. En 2011, afin de compléter les données connues de ce site archéologique, une prospection géophysique a été menée sur près de 2,4 hectares. Cette étude a mis en évidence, à partir d'un fort magnétisme enregistré, la présence d'anciennes élévations maintenant effondrées. D'autres aménagements particuliers sont à citer comme une fontaine ainsi qu'un pédiluve. À la suite de la période mérovingienne, le secteur thermal s'est converti en nécropole : ce qui explique la découverte de cinq sépultures ainsi que de nombreux ossements humains lors de la fouille du site.

### Temps modernes
Le village du Duché de Lorraine relève de la prévôté de Dieuze.

### Époque contemporaine
Conthil a été l'un des lieux de la Bataille de Morhange (1914) des 1 et 20 août 1914, au tout début de la Première Guerre mondiale, au cours de laquelle le 37e régiment d'infanterie français perd 800 hommes dont 27 officiers
L'ancienne commune de Lidrequin, instituée par la Révolution française, est réunie en 1960 à celle de Conthil. Elle avait 23 habitants en 1954.

## Politique et administration

### Rattachements administratifs et électoraux

#### Rattachements administratifs
La commune se trouve dans l'arrondissement de Château-Salins du département de la Moselle.
Après avoir été de 1793 à 1801 le chef-lieu d'un éphémère canton de Couthil, elle faisait partie depuis lors du canton de Château-Salins. Dans le cadre du redécoupage cantonal de 2014 en France, cette circonscription administrative territoriale a disparu, et le canton n'est plus qu'une circonscription électorale.

#### Rattachements électoraux
Pour les élections départementales, la commune fait partie depuis 2014 du canton du Saulnois.
Pour l'élection des députés, elle fait partie de la quatrième circonscription de la Moselle.

### Intercommunalité
Conthil est membre de la communauté de communes du Saulnois, un établissement public de coopération intercommunale (EPCI) à fiscalité propre créé en 1998 et auquel la commune a transféré un certain nombre de ses compétences, dans les conditions déterminées par le code général des collectivités territoriales.

### Liste des maires
| Période                                  | Période                        | Identité        | Étiquette | Qualité                                 |
| ---------------------------------------- | ------------------------------ | --------------- | --------- | --------------------------------------- |
| Les données manquantes sont à compléter. |                                |                 |           |                                         |
|                                          |                                |                 |           |                                         |
| 1971                                     | mars 1995                      | René Jeanpert   |           |                                         |
| mars 1995                                | mars 2008                      | Armand Vilmint  |           |                                         |
| mars 2008                                | 2014                           | Armand Frey     |           |                                         |
| 2014                                     | octobre 2022                   | Thierry Stémart |           | Démissionnaire                          |
| janvier 2023                             | En cours (au 30 novembre 2023) | Olivier Romain  |           | Cadre retraité du secteur médico-social |

## Population et société

### Démographie
L'évolution du nombre d'habitants est connue à travers les recensements de la population effectués dans la commune depuis 1793. Pour les communes de moins de 10 000 habitants, une enquête de recensement portant sur toute la population est réalisée tous les cinq ans, les populations de référence des années intermédiaires étant quant à elles estimées par interpolation ou extrapolation. Pour la commune, le premier recensement exhaustif entrant dans le cadre du nouveau dispositif a été réalisé en 2004.

En 2022, la commune comptait 136 habitants, en évolution de −20 % par rapport à 2016 (Moselle : +0,52 %, France hors Mayotte : +2,11 %).
| 1793 | 1800 | 1806 | 1821 | 1831 | 1836 | 1841 | 1846 | 1851 |
| ---- | ---- | ---- | ---- | ---- | ---- | ---- | ---- | ---- |
| 298  | 331  | 304  | 380  | 395  | 473  | 450  | 458  | 467  |

| 1856 | 1861 | 1871 | 1875 | 1880 | 1885 | 1890 | 1895 | 1900 |
| ---- | ---- | ---- | ---- | ---- | ---- | ---- | ---- | ---- |
| 417  | 424  | 419  | 386  | 444  | 377  | 390  | 343  | 331  |

| 1905 | 1910 | 1921 | 1926 | 1931 | 1936 | 1946 | 1954 | 1962 |
| ---- | ---- | ---- | ---- | ---- | ---- | ---- | ---- | ---- |
| 338  | 324  | 296  | 289  | 251  | 260  | 253  | 229  | 238  |

| 1968 | 1975 | 1982 | 1990 | 1999 | 2004 | 2006 | 2009 | 2014 |
| ---- | ---- | ---- | ---- | ---- | ---- | ---- | ---- | ---- |
| 205  | 203  | 184  | 179  | 163  | 172  | 175  | 178  | 174  |

| 2019 | 2022 | - | - | - | - | - | - | - |
| ---- | ---- | - | - | - | - | - | - | - |
| 153  | 136  | - | - | - | - | - | - | - |

## Culture locale et patrimoine

### Lieux et monuments

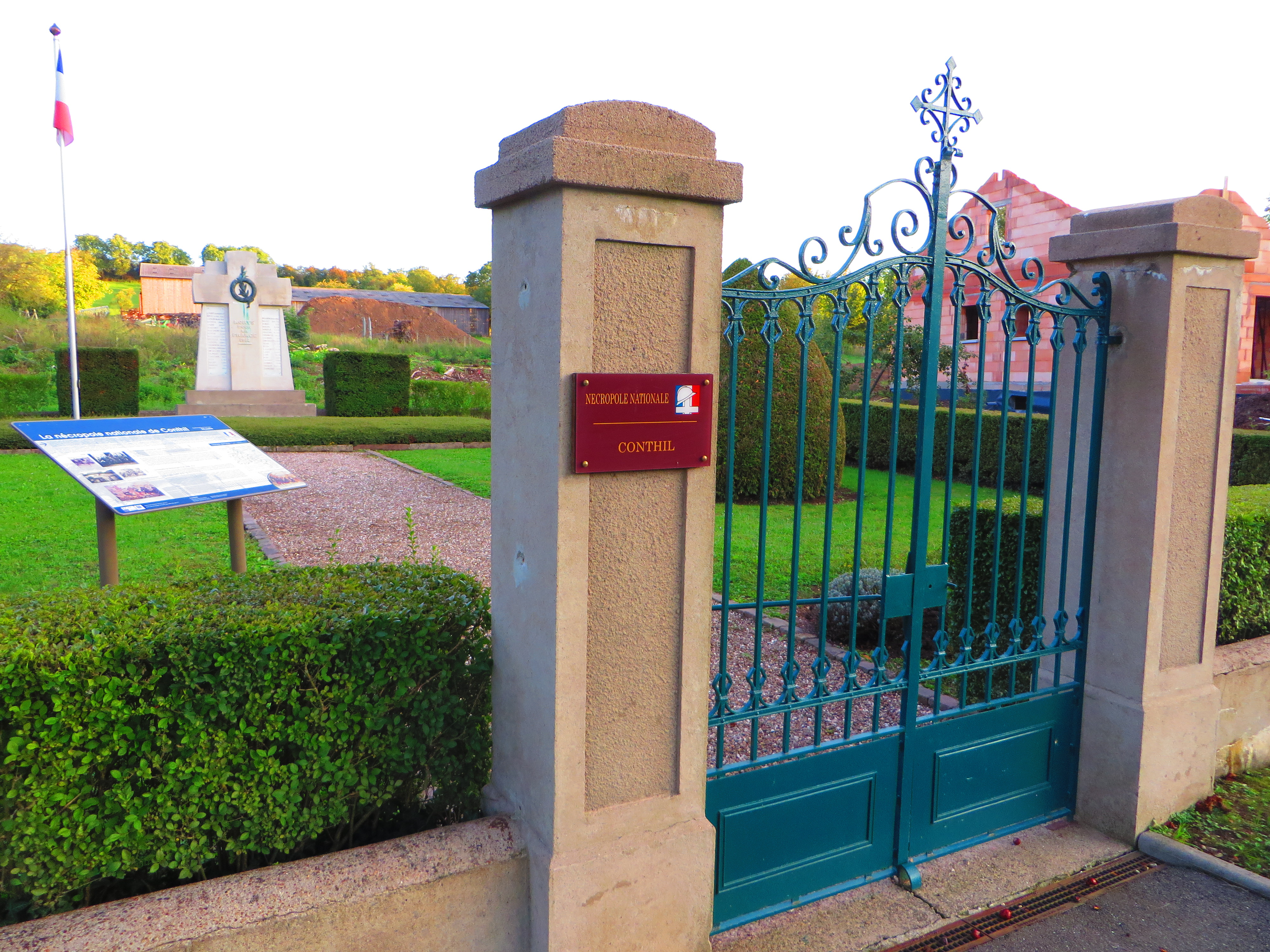
L'entrée de la nécropole nationale.

- Église Saint-Alexis XVIIIe siècle[27]. Sa chaire est ornée de statuettes du XVIIIe siècle.

- Nécropole nationale de Conthil, où reposent ensemble les corps de 39 soldats français morts pour la France durant la bataille de Morhange en août 1914. Seule la dépouille du capitaine Georges de Fabry, commandant la 1re compagnie du 37e régiment d’infanterie, repose dans une sépulture individuelle[18].

- Le Sacré-Cœur, une statue de dévotion érigée après la Première Guerre mondiale par la famille Jeanpourt en remerciement d'avoir sauvegardé ses deux enfants[28].

## Pour approfondir